# Hanno combattuto per la patria
Hanno combattuto per la patria (in russo Они сражались за родину?, Oni sražalis' za rodinu) è un film del 1975 diretto da Sergej Bondarčuk.